# 张玉娘

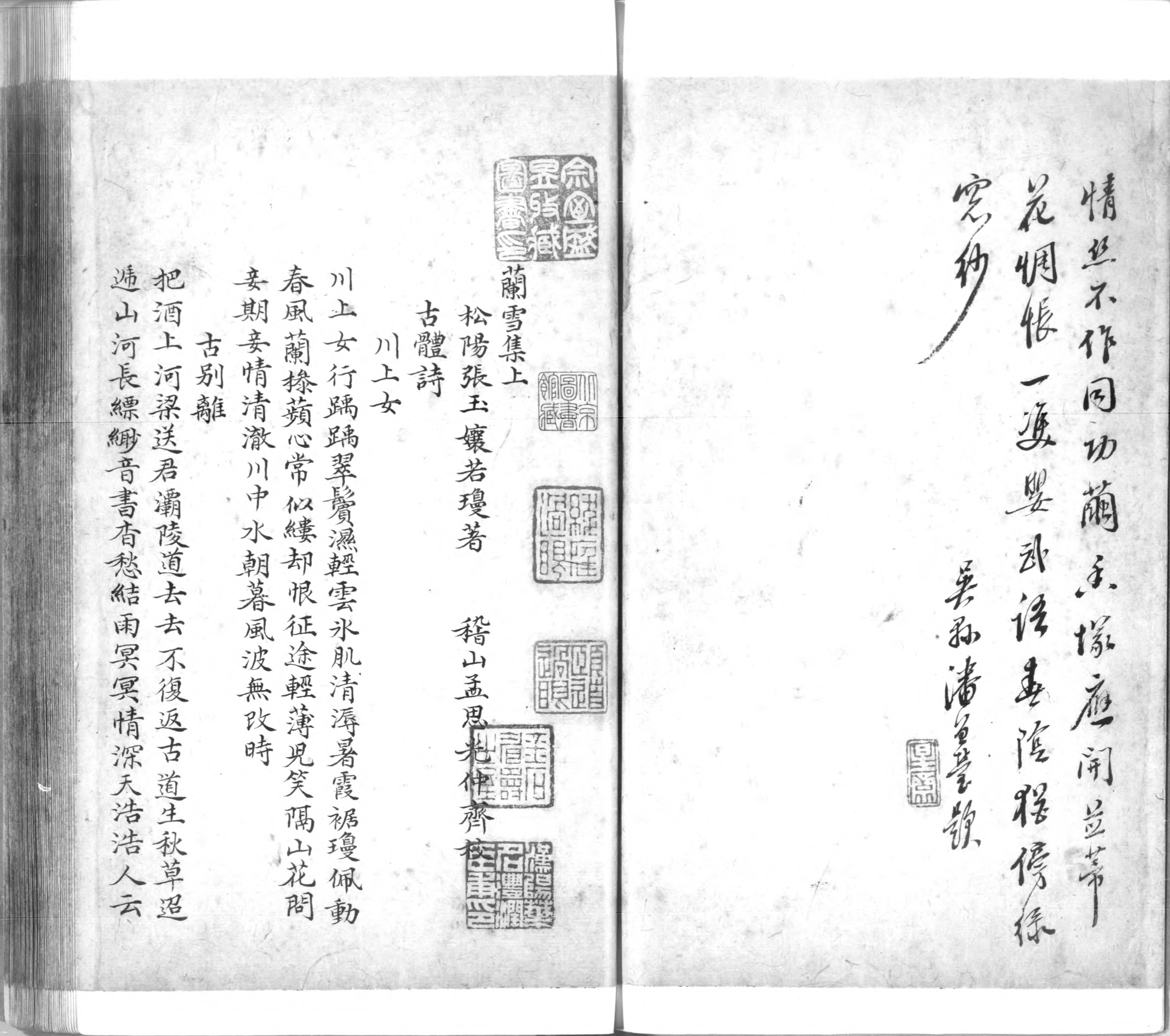
清代张玉娘《兰雪集》抄本书影

张玉娘（1250年—1277年），字若琼，自号贞一居士（一说号一贞居士），女，浙江松阳人，宋末诗人，擅长诗词。與李清照、朱淑貞、吳淑姬並稱「宋代四大女詞人」。

## 生平
宋淳祐十年(1250年)生于书香门第，父张懋，仕宋为提举官，母刘氏。及笄，与状元沈晦七世孙沈佺订立婚约，后沈佺病卒于京师，玉娘矢志守节，不食而死，与沈佺合葬于县南官塘桥外枫树林。玉娘所养鹦鹉及侍婢紫娥、霜娥皆悲恸而死，为其殉葬，二娥葬于墓左，鹦鹉葬于墓右，其墓遂名鹦鹉冢，明代即其墓建贞文祠（又名鹦鹉庙），今松阳环城西路县人民医院南侧尚存鹦鹉冢断碑及兰雪井。

## 著作
著有《兰雪集》收诗117首、词16阙，由其族孙张献集录。其诗词后传入京师，元诗四大家之一的虞集称其《山之高》篇“可与《国风·草虫》并称，岂妇人女子之所能及”。文学研究家谭正璧在《中国女性的文学生活》一文中将其与李清照、朱淑真、吴淑姬并称为“宋代四大女词家”。《蘭雪集》原本和清初孟稱舜刊本均已佚失，現今保存在松陽縣葉村鄉葉村沈氏後裔沈宗雷家的《蘭雪集》版本，清光緒八年（西元1882年）松陽縣署刊印的，《跋》是沈作霖于道光二十六年（西元1846年）寫的。沈作霖是《蘭雪集》作者張玉娘未婚夫家的後代，也是這個刊本的重刊者。同時列入編輯名單的是饒慶霖編次，葉維蕃校訂。饒、葉均當地的名人。此本更在扉頁注明：「版存松州修凝堂沈宅」，此版本歷三百年而後顯於世，可見它的價值。《蘭雪集》刊本，至今較好是陶湘於民國十四年(1925年)的刊本。編在《托跋廛叢刻》，分上、下卷，有詩詞133首（闋）。後附有沈佺贈張詩一首、王詔《張玉娘傳》。

## 傳記
明嘉靖十二年（1533），松阳学者王诏撰《张玉娘传》附于《兰雪集》后，明末清初，戏剧家孟称舜任松阳儒学训导时重建贞文祠，重修墓道，复刊《兰雪集》，并于崇祯十六年（1643）作传奇剧本《张玉娘闺房三清鹦鹉墓贞文记》（简称《贞文记》）2卷35出，使其传说广为流传，今松阳张玉娘传奇已被列为丽水市第六批市级非物质文化遗产名录。